# Јелена Корбан
Јелена Корбан (рођена Дидиленко рус. Елена Корбан; 20. април 1961), је бивша совјетска атлетичарка чија је специјалност била трка на 400 метара.
Успехе у каријери постизала је у тркама штафета 4 х 400 м. Прву медаљу освојила је на Европском првенству на отвореном 1982. у Атини совјетска штафета у саставу : Јелена Дидиленко, Ирина Олховникова, Олга Минејева, Ирина Баскакова освојила је треће место.
Највећи успех постогла је такође у штафети на Првом светском првенство на отвореном 1983. у Хелсинкију. Били су поново трећи иза штафета ДДР и Чехословачке. Штафета је овог пута била у саставу: Јелена Корбан, Марина Харламова, Ирина Баскакова и Марија Пинигина.